# 虎啸山之战
虎啸山之战，1264年（宋理宗景定五年、元世祖至元元年），宋蒙战争中，南宋将领夏贵率军攻打蒙古所据的虎啸山（今四川省广安市东）城，被蒙古帝国将领张庭瑞、焦德裕击败的作战。
1263年（南宋景定四年、蒙古中统四年），蒙古东川都元帅府想横渡渠江，向开州（今重庆市开州区）、达州（今四川省达州市）、夔州（今重庆市奉节县）扩展，派帅府参议张庭瑞率军五千人至虎啸山，在渠江岸边修筑虎啸城，断绝开州、达州之间的漕运，威胁大良平（今四川省广安市东40里）。1264年六月，宋朝四川安抚制置使兼知重庆府夏贵率军数万攻打虎啸城。守将张庭瑞因为宋军十倍于己，不能速战。于是分地死守，以劳宋师，等待援军。派人至帅府求救。宋军炮击新筑山城，城壁被毁坏。蒙古军立木栅防守，木栅坏后用土掩，用大树张开牛马皮，炮击则合上皮。夏贵得知城中没有井，于是切断山城水道。城中无水，蒙古军用人尿用土过滤来喝，日饮数勺，嘴都疮裂，日夜筑垒防守，坚持月余。蒙古左壁总帅史枢率援军抵达，不敢进战，张庭瑞认为宋軍稍懈，派一千五百人分三路，夜袭宋营，杀死宋军都统栾俊、雍贵、胡世雄等五人，斩杀千余人。东川帅府参议焦德裕率蒙古军乘夜抵达夏贵军营附近，令军士每人持三至火把，来迷惑宋军。夏贵以为援军众多，于是退走，焦德裕率军追击，至鹅溪（今四川省广安市北）击宋军，斩首千余人，获得上万马匹、兵杖。